# ويس أونيل
ويس أونيل هو لاعب هوكي الجليد كندي، ولد في 3 مارس 1986 في إسيكس في كندا.

## وصلات خارجية
- ويس أونيل على موقع دوري الهوكي الوطني (الإنجليزية)
- ويس أونيل على موقع قاعة مشاهير الهوكي (لاعب أن.إتش.أل) (الإنجليزية)
- ويس أونيل على موقع EliteProspects.com (الإنجليزية)
- ويس أونيل على موقع HockeyDB.com (الإنجليزية)
- ويس أونيل على موقع Hockey-Reference.com (الإنجليزية)